# Hieronymus Duquesnoy

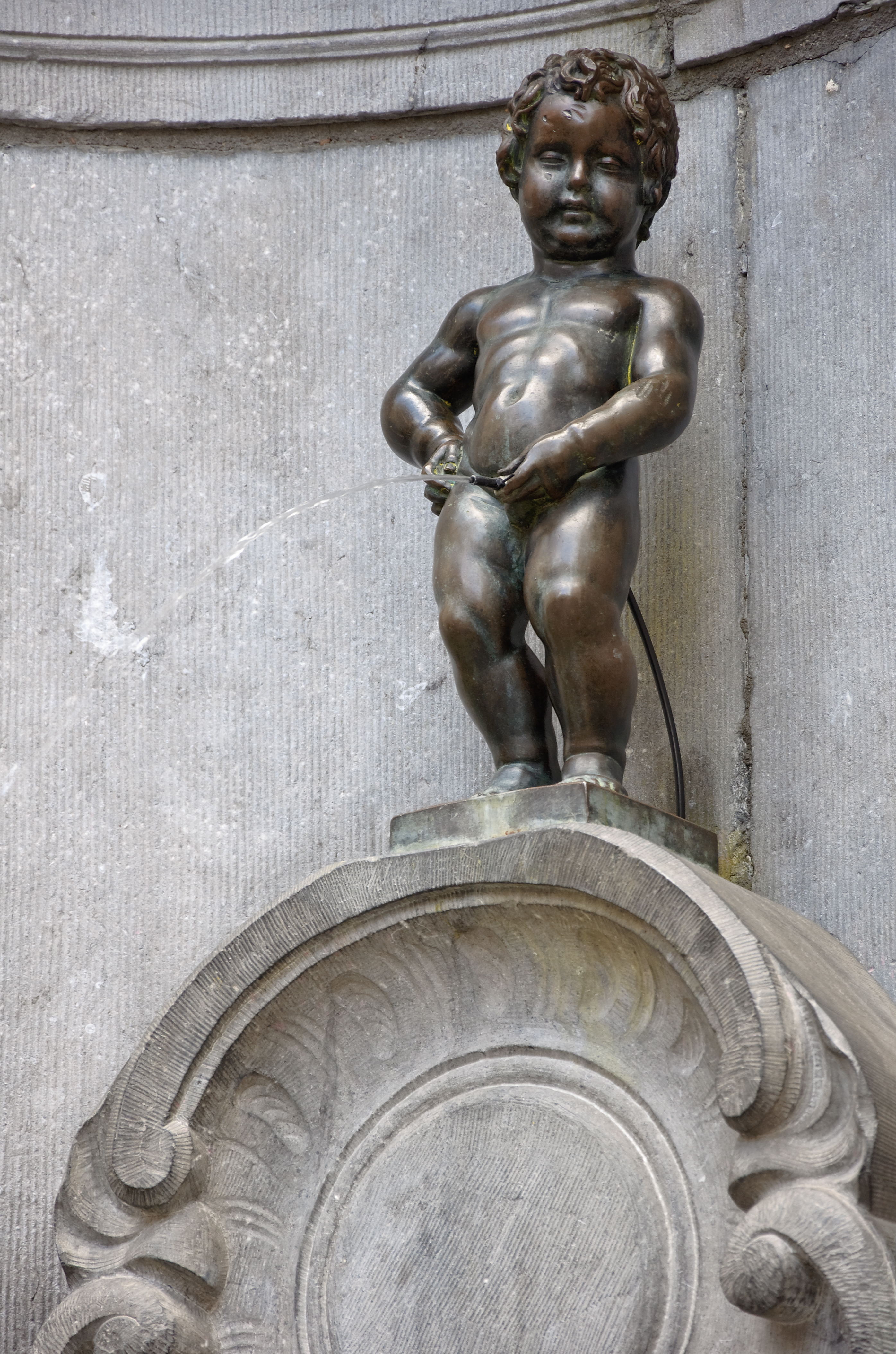
Manneken Pis.

Hieronymus Duquesnoy, född omkring 1570 i Le Quesnoy, död 1641 i Bryssel, var en flamländsk skulptör.
Hieronymus Duquesnoy utförde bland annat 1619 skulpturen Manneken Pis i Bryssel. Han var far till François Duquesnoy och Hieronymus Duquesnoy den yngre. Han var hovskulptör hos Albrekt VII av Österrike.